# ギャラクシー (フェリー)
ギャラクシー（Galaxy）は、2006年に就航したクルーズフェリー。タリンクが2006年に取得し、船籍をエストニアに置いた2年間は同国最大の船であった。同級にバルティック・クイーンとバルティック・プリンセスがあり、船籍をストックホルムに移した後はエストニア最大の船の座をバルティック・クイーンが受け継いでいる。2008年以降運航会社は傘下のシリヤラインとなっており、日本語では同社の他の船と同様にシリヤを冠されることもあるが、船名は変更されていない。

## 船歴
タリンク初の新造船であるロマンチカは2002年にタリン - ヘルシンキ航路に就航して成功をおさめた。その後、最大の競争相手であったヴァイキングラインが、同航路で運航している主力船シンデレラを退役させ、より大型の新型船ロゼラを投入する計画を明らかにした。2004年10月28日、タリンクはこれに対して大型の新造船でロマンチカを更新することを決め、ロマンチカは同級の僚船ヴィクトリアIと共にタリン - ストックホルム航路に移動することとなった。
建造は2005年初頭には開始され、4月21日には船体がラウマのアケル造船所で起工、12月1日に進水しギャラクシーと命名された。
2006年5月2日、タリン - ヘルシンキ間に就航。1日1往復であったが、運航時間は7時間に過ぎず大半の時間は港に係留されていた。2007年4月には早くも翌年からストックホルム - マリエハムン／ローングネース - トゥルク航路に就航することが発表され、タリン - ヘルシンキ航路にはバルティック・プリンセスが就航することになった。
ナーンタリで3日間ドック入りした後、2008年7月23日、船籍をスウェーデンに変更したギャラクシーがシリヤ・フェスティバルに代わって就航した。名称も含めて外観は変更される予定であったが、据え置かれることになった。唯一、舷側の表記がタリンクからシリヤラインに改められている。

## 構造
全長を伸ばしたロマンチカの拡大版であるが、塗装はロマンチカから変更され、エストニアの芸術家Navitrolla（et:Navitrolla）のデザインによる白い船体と青を基調に雲を描いた上構となっており、そこに動物が描かれている。
デッキ数は公式には12とされている。
1. エンジン
2. サウナ
3. 車両甲板
4. 車両甲板
5. プレミアム、Aクラス、ファミリー、Bクラス、会議室
6. レストラン、ナイトクラブ、店舗（免税店）
7. レストラン、バー、ナイトクラブ
8. スイート、デラックス、プレミアム、Aクラス、Bクラス、Eクラス
9. スイート、デラックス、プレミアム、Aクラス、Bクラス、Eクラス
10. ブリッジ、ナイトクラブ、サンデッキ